# Aeroportul Uttaradit
Aeroportul Uttaradit (IATA: UTR, ICAO: VTPU) este un aeroport din Thailanda.
aeroportul dispune de o singură pistă.